# Тимершик
Тимерши́к (тат. Тимершык) — село в Сабинском районе Республики Татарстан, административный центр Тимершикского сельского поселения.

## География
Село находится на реке Меша, в 8 км к северо-западу от районного центра, посёлка городского типа Богатые Сабы.

## История
Село известно с 1678 года. В XVIII — первой половине XIX веков жители относились к категории государственных крестьян. Занимались земледелием, разведением скота, валяльно-войлочным промыслом. 
В начале XX века в селе функционировали 3 мечети, 3 мектеба, мельница, кузница, 4 мелочные лавки. В этот период земельный надел сельской общины составлял 2857 десятин. До 1920 года село входило в Букмышскую волость Мамадышского уезда Казанской губернии. С 1920 года в составе Мамадышского кантона ТАССР. С 10 августа 1930 года в Сабинском районе.

## Население
| 1782 | 1859 | 1897 | 1908 | 1920 | 1926 | 1938 | 1949 | 1970 | 1979 | 1989 | 2002 | 2008 | 2010 |
| ---- | ---- | ---- | ---- | ---- | ---- | ---- | ---- | ---- | ---- | ---- | ---- | ---- | ---- |
| 268  | 850  | 1186 | 1759 | 1841 | 1694 | 1506 | 1015 | 1102 | 441  | 816  | 782  | 720  | 743  |

Национальный состав села: татары.

## Экономика
Жители занимаются молочным скотоводством.

## Объекты образования и культуры
В селе действуют средняя школа, дом культуры, библиотека.

## Религиозные объекты
Мечеть.